# Línea San Cristóbal Industrial-Villaverde Bajo
La línea San Cristóbal Industrial-Villaverde Bajo es una línea férrea de 3 kilómetros de longitud que pertenece a la red ferroviaria española y discurre por el término municipal de Madrid. Se trata de una línea de ancho ibérico (1668 mm), electrificada a 3 KV y de vía única. En la actualidad el ente público Adif es el titular de todas las instalaciones. Siguiendo la catalogación de Adif, es la «línea 936».